# Grön djungelhöna
Grön djungelhöna (Gallus varius) är en fågel i familjen fasanfåglar inom ordningen hönsfåglar.

## Utseende och läte
Grön djungelhöna är en praktfull hönsfågel, nära släkt med röd djungelhöna, ursprunget till tamhönan. Den glänsande hanen är karakteristisk, med orangefärgade och gula fjädrar med mörk kärna på rygg och vingar. Den har vidare bjärt blå- och skärfärgad kam och en stor röd dröglapp. Honan är färglöst brun med mörka fläckar, svartaktig stjärt och ljust skäraktigt ansikte. Hona röd djungelhöna är varmare färgad, med mer orangefärgade toner. Lätet är ett mycket hest galande.

## Utbredning och systematik
Fågeln förekommer på Java, Bali, Lombok, Sumbawa, Flores och Aloröarna. Den är även införd till Kokosöarna. Arten behandlas som monotypisk, det vill säga att den inte delas in i några underarter.

## Levnadssätt
Grön djungelhöna hittas i öppen skog, skogsbryn och buskmarker i låglänta områden och förberg. Där ses den krafsa runt på marken enstaka eller i smågrupper.

## Status
Arten har ett stort utbredningsområde och beståndet anses stabilt. Internationella naturvårdsunionen IUCN listar den därför som livskraftig (LC).